# Calvaire du Bouquet de l'église
Le calvaire du Bouquet de l'église (ou calvaire de pierre, calvaire de Montigny, calvaire du Bouquet de la Marquise) est une croix de chemin monumentale située sur le territoire de la commune de Maignelay-Montigny, en France.

## Localisation
La croix est située à la limite des rues de la Madeleine et Louis Henry, sur la commune de Maignelay-Montigny, dans le département de l'Oise, en région des Hauts-de-France, en France.

## Historique
Le monument est érigé probablement à la fin du XVIe siècle et l'objet de son érection est soumis à diverses suppositions : il a peut-être été érigé en remerciement des maçons ayant œuvré sur l'église (le terme « Bouquet » dans la région désignant ce fait) ou alors a-t-il été construit pour marquer la délimitation des paroisses de Maignelay et de Montigny, ou encore, a-t-il été construit pour commémorer le décès du fils de la marquise de Maignelay, Claude-Marguerite de Gondi, à l'âge de 7 ans, de manière accidentelle, survenu le 31 octobre 1598?
Le haut du calvaire est détérioré à la révolution et est réparé en 1878 ; il est également légèrement endommagé lors de la Seconde Guerre mondiale. Le monument fait l’objet d’un classement au titre des monuments historiques par arrêté du 28 décembre 1922.

## Architecture
Le monument est massif pour une construction de ce genre et mesure plus de 3 mètres de haut. Construit en grand appareil, il est de forme rectangulaire et chacune de ses faces porte une niche surmontée d'une archivolte qui se poursuit en larmier tout autour de la construction. Ces niches abritaient, après la restauration de 1878, des statues qui ne s'y trouvent plus aujourd'hui. Les voûtes des niches sont décorées de caissons en relief représentant masques et animaux tandis que les bords des niches sont décorés d'entrelacs.

Au niveau des coupoles des niches, des inscriptions sont gravées dans la pierre. Certaines de ces inscriptions du XIXe siècle viennent en remplacement des inscriptions originelles et rappellent que le calvaire a été reconstruit et que tous les habitants de Montigny ont participé à cette reconstruction. Les autres inscriptions originales rappellent des versets de la passion du Christ. Une des inscriptions originales, fortement dégradée, indique: 

« 0 Vos omnes (qui transitis) - Penses Pa( ssans - A mes Dol(eurs) - S'il en son( t de) - Plvs dol( orevses )-0 vos Omnes (qvi transitis) »

Cette dernière inscription apporte la preuve que le calvaire est une croix de chemin .

## Galerie

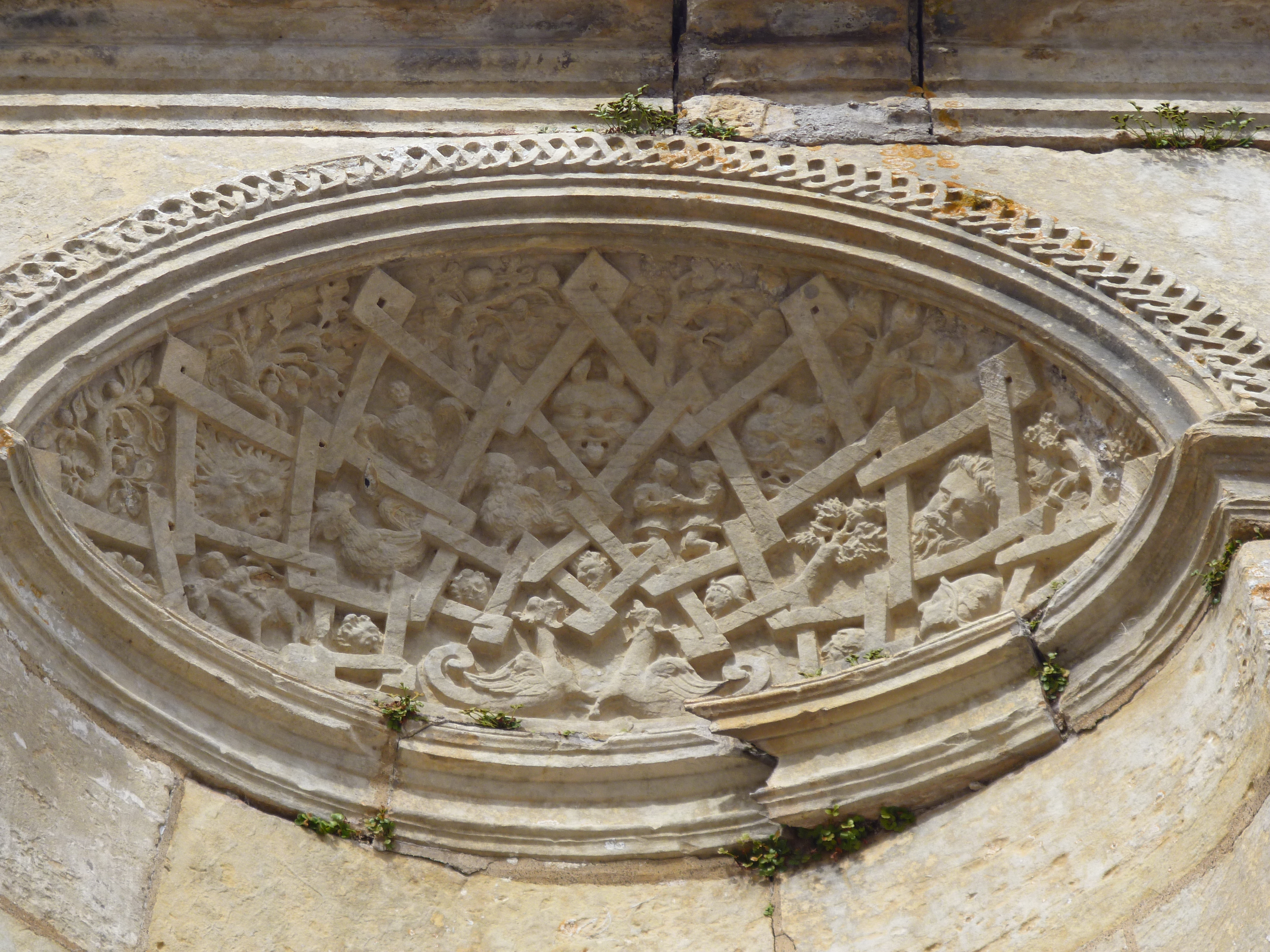
Détail d'une coupole de niche
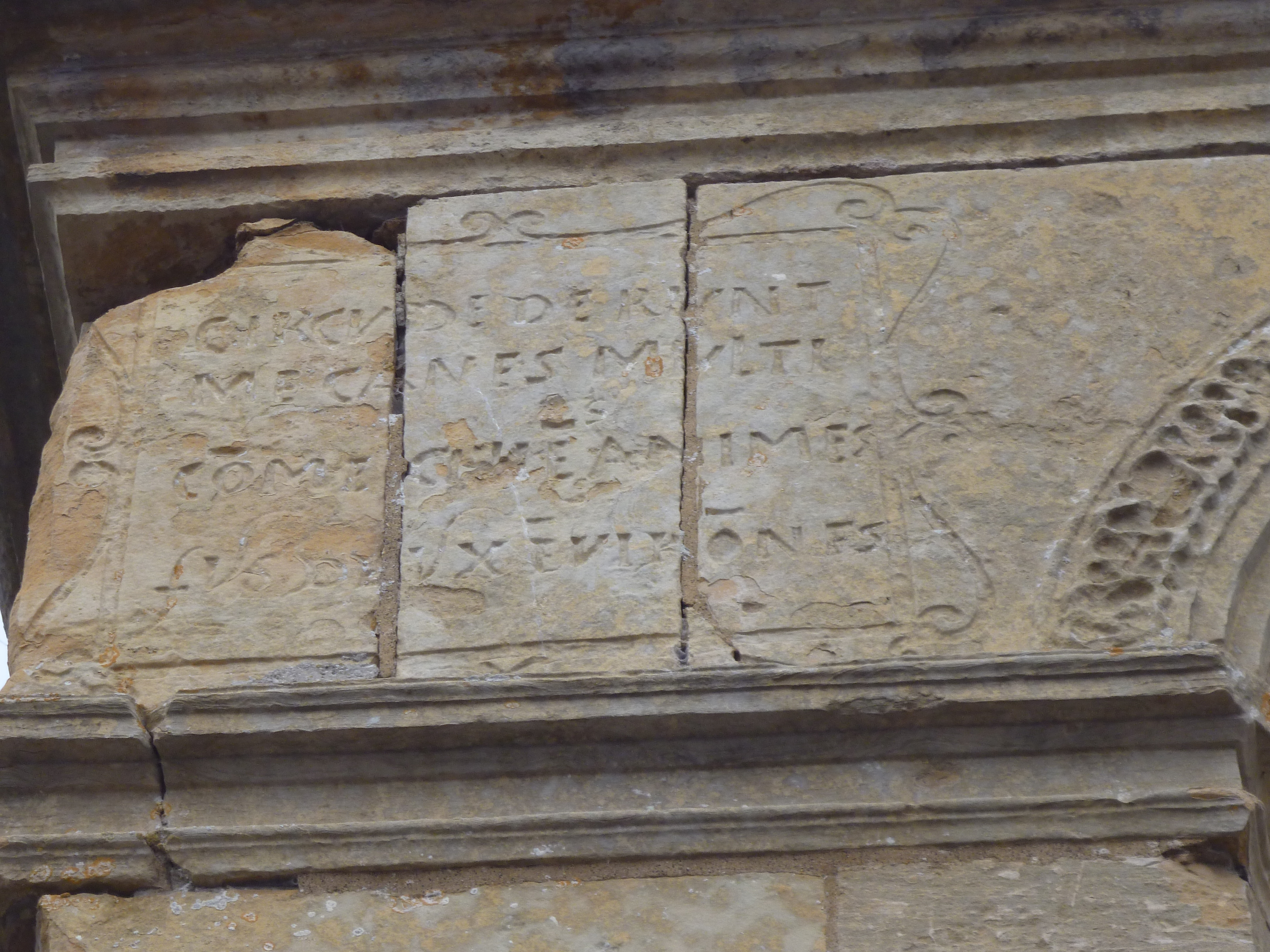
Détail d'une inscription